# Jati Utomo
Jati Utomo is een bestuurslaag in het regentschap Binjai van de provincie Noord-Sumatra, Indonesië. Jati Utomo telt 9978 inwoners (volkstelling 2010).